# Henricus Martellus Germanus

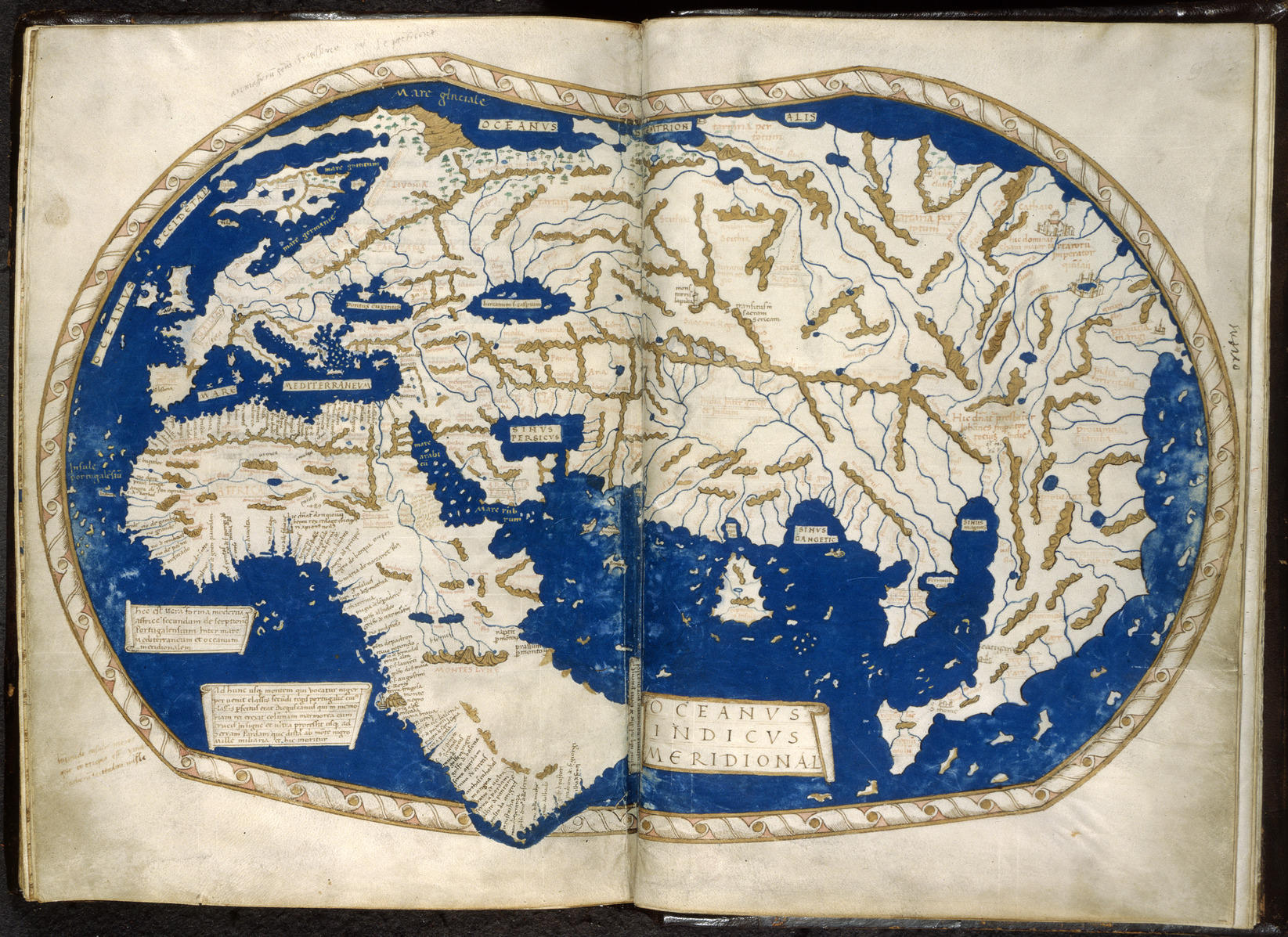
Mapamundi de 1489 de Enrique Martelo. Biblioteca Británica.

Mapamundi de 1491 de Enrique Martelo antes de la restauración. Universidad de Yale.

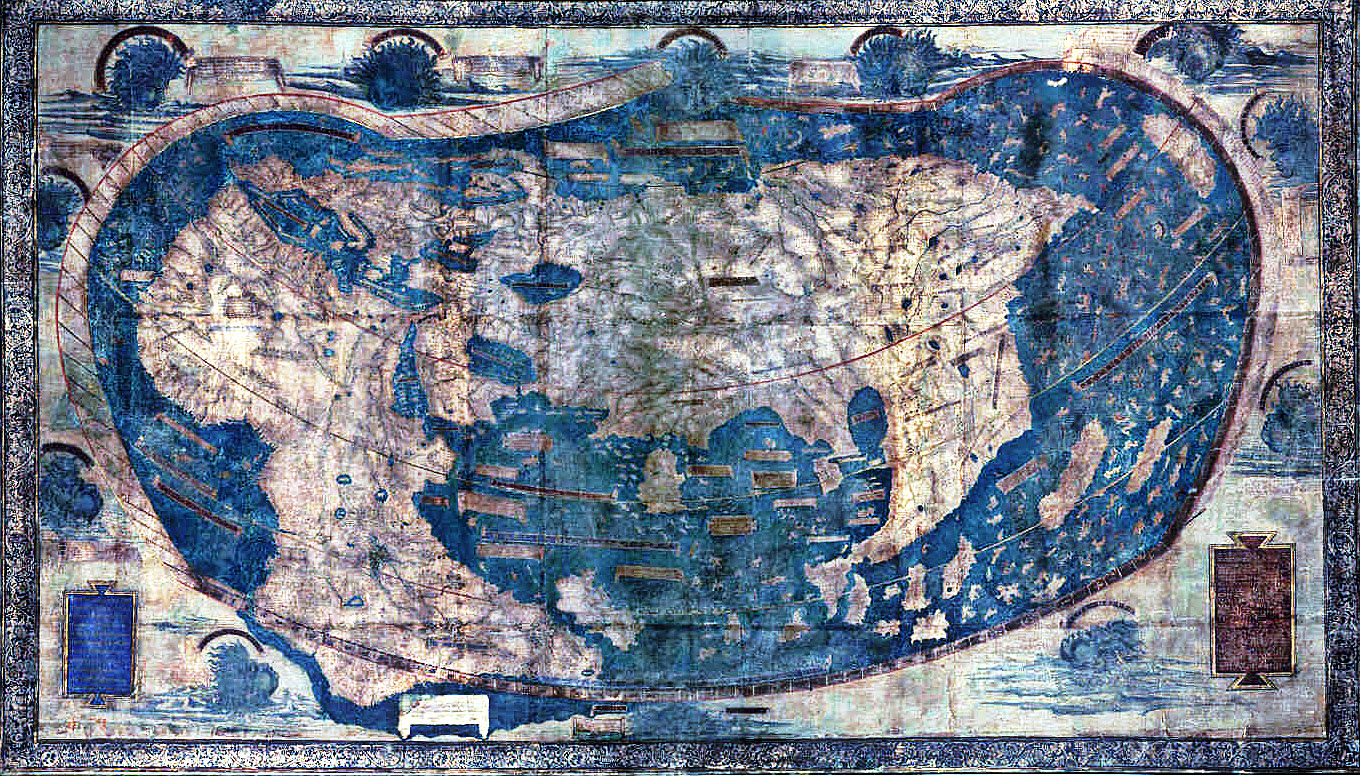
Mapamundi de 1491 de Enrique Martelo en una primera restauración. Una restauración mediante técnica multiespectral se realizaría en 2015. Universidad de Yale.

Henricus Martellus Germanus (probablemente nacido en Núremberg alrededor de 1440) fue un geógrafo y cartógrafo alemán, vivió y trabajó en Florencia entre 1480 y 1496.El sobrenombre Martellus le viene de haber sido criado de la poderosa familia Martelli; la hipótesis de que fuera la traducción del alemán Hammer (martillo) no tiene fundamento.
Al principio de su carrera, trabajó para Nicolaus Germanus. Entre otros encargos, se encargó de traducir al alemán el Decamerón para una edición impresa en Ulm en 1476 y de transportar de Roma a Florencia un globo terráqueo y otro celeste construidos por Nicolaus.
En 1484 produjo un códice llamado Insularium Illustratum ("Libro Ilustrado de Islas"), que contenía mapas de una serie de islas dibujadas y pintadas sobre pergamino con una descripción de las mismas en latín. El folio 1 comienza con una inscripción sobre la Ilustración de Islas por Henrici Martelli Germani presentando "la totalidad de las islas de los Mares del Mediterráneo". Las montañas estén dibujadas con los colores marrón y dorado, los ríos en azul claro, los bosques tienen árboles en color verde y los mares, en azul oscuro. A las islas, que ocupan la mayor parte del códice, le siguen un mapa de Italia, un original mapamundi que no está reflejado en el citado folio 1, que debió pensar añadir posteriormente y tres mapas regionales. Estas ilustraciones debieron ser añadidas en 1489.
Alrededor de 1491 dibujó un mapamundi, muy similar en su geografía al globo terráqueo que produciría Martin Behaim en 1492, el Erdapfel. Ambos muestran nuevas adaptaciones del modelo ptolemaico existente, como la apertura del océano Atlántico hacia el Índico por debajo del cuerno de África.Este mapamundi, de tamaño 201 x 122 cm, fue donado a la Biblioteca Beinecke de libros raros y manuscritos de la Universidad de Yale en 1962. La mala condición del mapa no dejaba ver los detalles del mismo a los investigadores, hasta que , en 2015, mediante una técnica de imagen multiespectral se pudieron desvelar la totalidad del texto y detalles no observables a simple vista. Todo esto ha permitido deducir que también este mapa pudo influenciar a otros cartógrafos posteriores como Martin Waldseemüller en su mapamundi de 1507. También, los estudiosos de este mapamundi dan por casi seguro que Colón debió examinar el mapamundi de Martellus u otro muy similar antes de embarcarse en 1492 en el Puerto de Palos hacia las Indias, por determinados detalles que indicaron en sus escritos Fernando Colón y un miembro de su tripulación, que coinciden con los del mapa.